# Facultatea de Fizică a Universității „Alexandru Ioan Cuza” din Iași
Facultatea de Fizică a Universității „Alexandru Ioan Cuza” din Iași este o facultate care face parte din cadrul Universității „Alexandru Ioan Cuza” din Iași. Începuturile acestei facultăți sunt în cadrul Academiei Mihăilene (1835) unde exista un puternic curent pentru studiul științelor naturii. Primul profesor de fizică după fondarea primei instituții moderne de învățământ superior din România, Universitatea „Al. I. Cuza” (1860) a fost Ștefan Micle (1820-1879). Sub îndrumarea profesorului Ștefan Micle s-au dezvoltat școli de fizică sub îndrumarea unor personalități ca Petru Bogdan, Dragomir Hurmuzescu, Horia Hulubei, Theodor V. Ionescu, Ștefan Procopiu, Șerban Țițeica, Constantin Mihul, Teofil T. Vescan. Alte mari personalități ale fizicii care au legătură cu universitatea sunt: Ilie Bursuc, Vasile Tutovan, Mircea Sanduloviciu, Constantin Păpușoi, Mardarie Sorohan, Ioan Gottlieb. Facultatea de Fizică a fost înființată în anul 1962 ca unitate de sine stătătoare. Ea a fost precedată de Facultatea de Științe.

## Legături externe
- Facultatea de Fizica Iași
- Facultatea de Fizică a Universității „Alexandru Ioan Cuza” din Iași pe Facebook